# Carlskrona Tidningar
Carlskrona Tidningar var titeln på en dagstidning utgiven i Karlskrona 15 december 1812 till 1 juli 1814. Slutdatum  är osäkert då tidningen är dåligt bevarad. 
Amiralitetskammarskrivaren P. H. Syréen fick den 12 december 1812 tillståndsbevisför tidningen, Det är obekant om mera utkommit då Kungliga bibliotekets bevarade  exemplar är mycket ofullständiga,
Tidningen kom ut två gånger i veckan tisdag och fredag med 4 sidor i kvartoformat 16,3 - 15 x 12,2 à 11,5 cm. Priset för en prenumeration var 1 riksdaler 32 skilling banko 1812 och 1813 och  2 riksdaler banko 1814.Tidningen trycktes på direktör Bagges boktryckeri med frakturstil.